# Pustowariwka
Pustowariwka (ukr. Пустоварівка, hist. pol. Pustowarówka) – wieś na Ukrainie, w obwodzie kijowskim, w rejonie białocerkiewskim, w hromadzie Skwyra. W 2023 liczyła 854 mieszkańców.